# 郡山看護専門学校
郡山看護専門学校（こおりやまかんごせんもんがっこう）は、福島県郡山市にある私立の看護師、准看護師養成所。
それぞれ2年課程。学校教育法上は、高等専修学校になっている。設置者は一般社団法人郡山医師会。

## 沿革
明治45年(1912年)4月、安積安積郡産婆看護婦養成所として開所。
その後、助産師の養成を止め、看護学科（医療専門課程）40人、准看護学科（医療高等課程）80人の養成教育を行っている。

## 学科
- 医療高等課程
  - 准看護学科
- 医療専門課程
  - 看護学科

## 所在地
郡山市字上亀田14-4